# Domus Romana
La Domus Romana (souvent orthographiée Domvs Romana à Malte) est un site archéologique, situé entre Mdina et Rabat, qui correspond à une ancienne domus romaine datée du Ier siècle av. J.-C., et sur lequel fut plus tard établie une nécropole musulmane au XIIe siècle. Sa découverte accidentellement en 1881 a été un tournant dans le développement de l'archéologie maltaise. Le lieu accueille dès 1882 le musée des antiquités romaines de l'archipel maltais.

## La Domus romaine

### Architecture de la domus
Les pièces de la vaste demeure gravitent autour d'un péristyle carré dont chaque côté est composé de cinq colonnes doriques en globigérine maltaise recouverte de stuc polychrome. Le sol du péristyle et des pièces attenantes étaient recouvertes de fines mosaïques.
Au nord et à l'ouest, plusieurs pièces plus petites et sans décoration correspondaient vraisemblablement aux appartements et pièces de travail des domestiques.
Le sol d'une pièce était bâti sur un enchevêtrement d'amphores disposées à l'envers, probablement dans un souci d'étanchéité.
Il est possible qu'un système thermal ait été adossé à la domus.

### Les objets exhumés
Plusieurs éléments de statues furent exhumés, constituant probablement un cycle de sculptures de portraits impériaux : l'empereur Claude, sa fille Claudia Antonia et un adolescent en toge, peut-être un portrait de Néron.

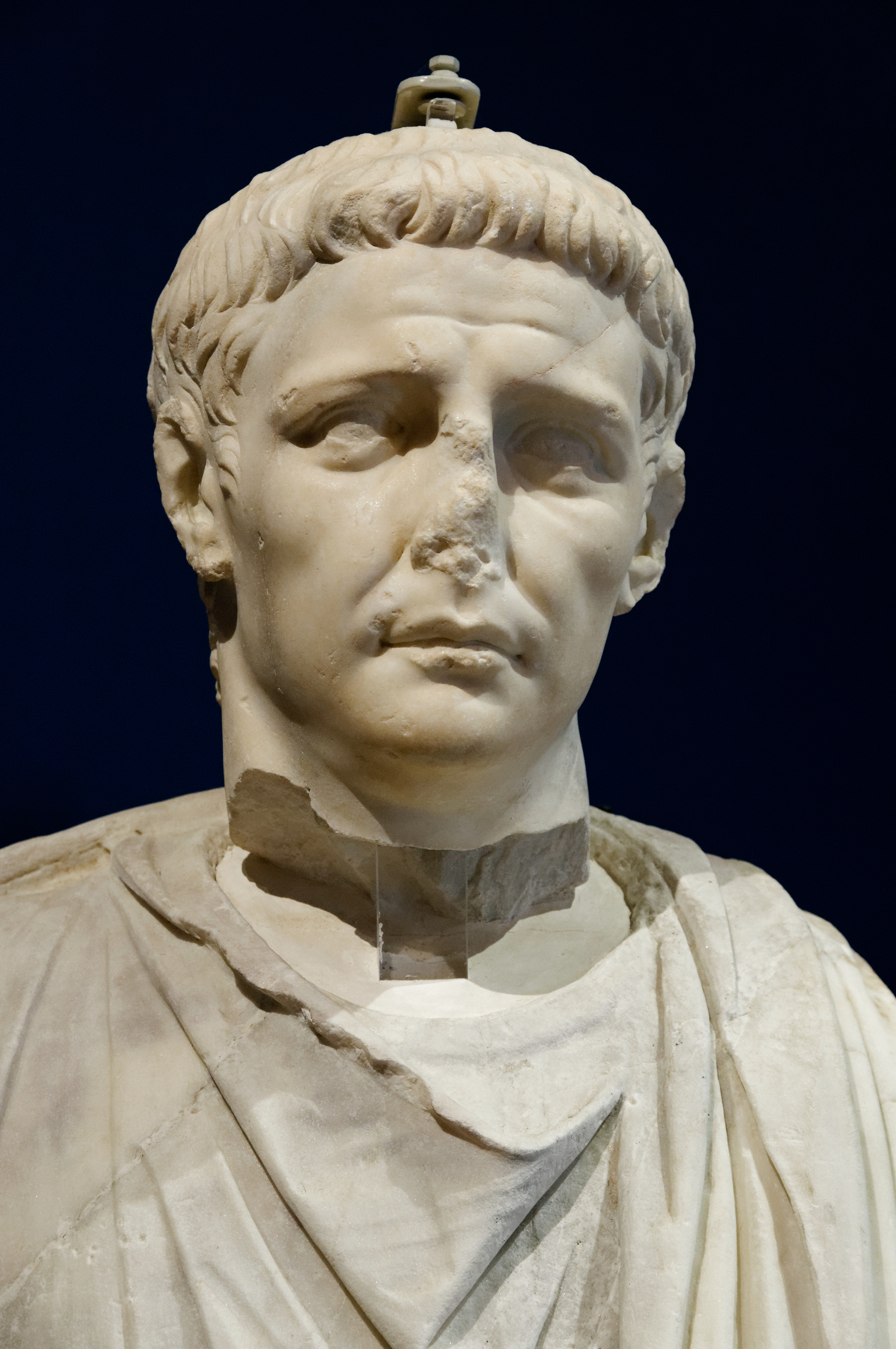
portrait de Claude
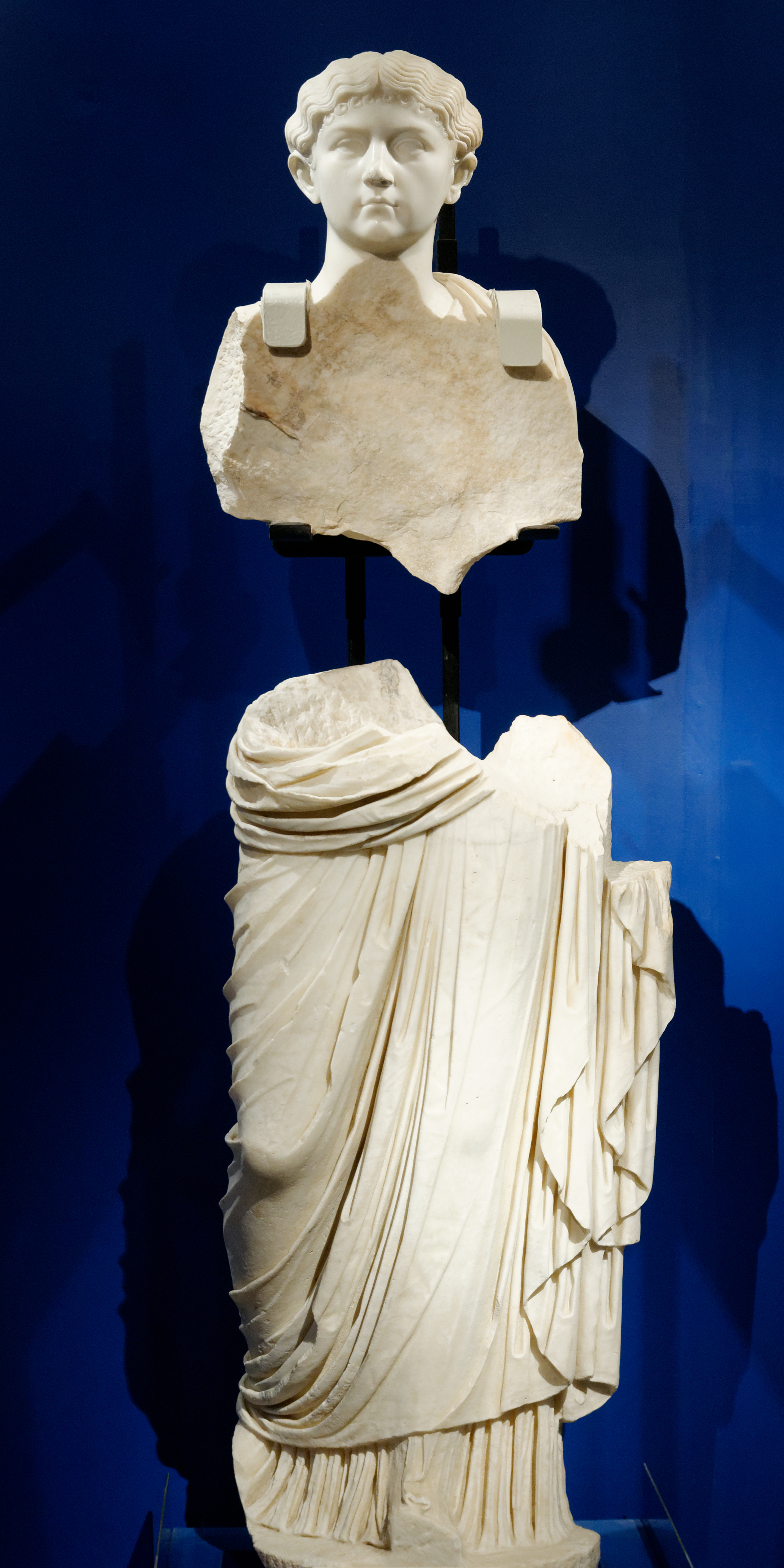
portrait de Claudia Antonia
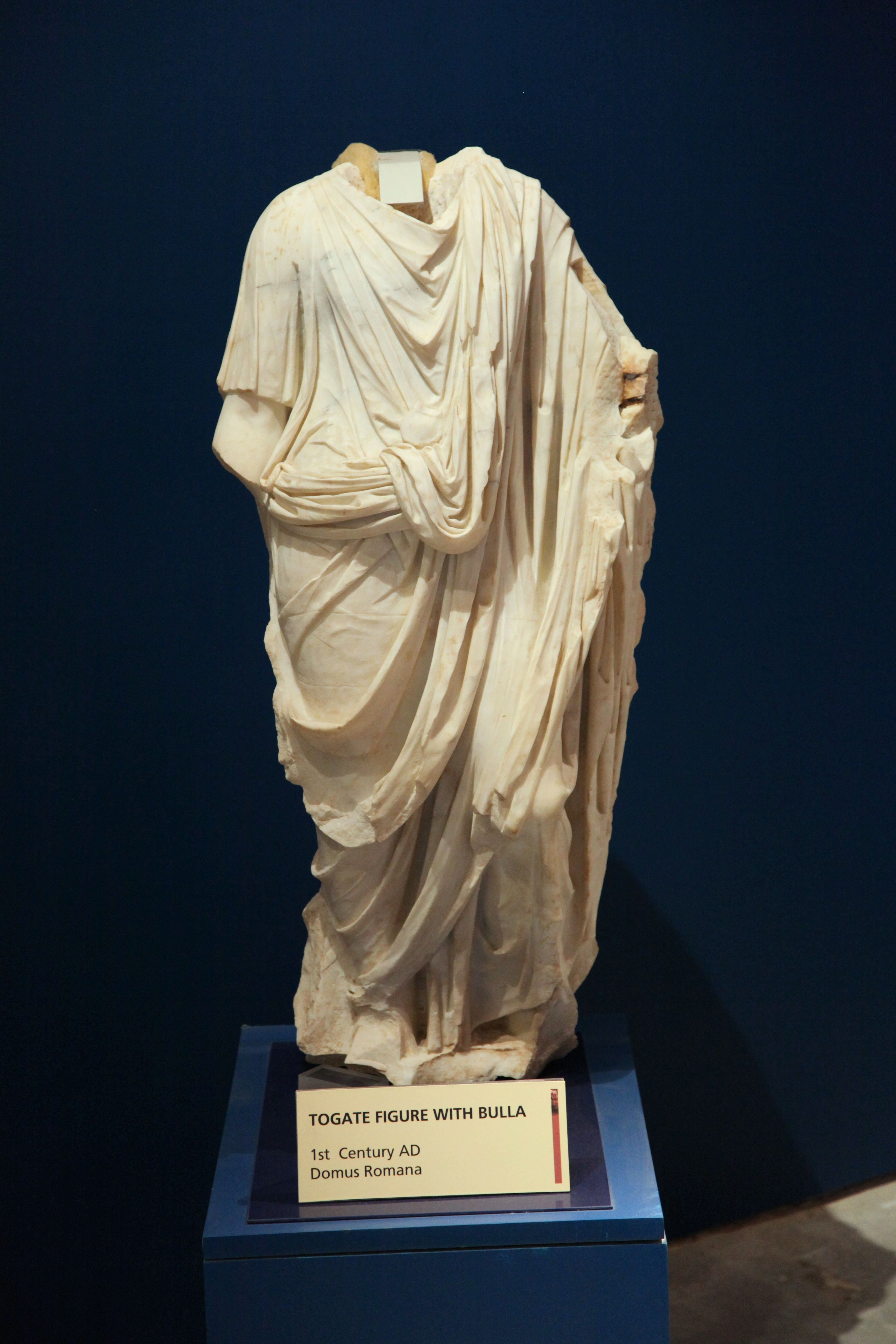
personnage en toge

Themistocles Zammit met au jour une étrange tête sculptée d'un homme barbu, à l'aspect oriental. Le style n'est manifestement pas romain, évoquant plutôt l'art chypriote archaïque.
On exhume également de nombreuses céramiques romaines sigillées, d'origine italienne ou nord-africaine.

### Les mosaïques
Les mosaïques présentent une exceptionnelle finesse d'exécution. La grande mosaïque du péristyle en particulier, est très bien conservée. Deux oiseaux y sont visibles au centre, posés sur le rebord d'une coupe de cuivre. Mais le plus remarquable est sans doute la large bordure de la mosaïque, faite d'un motif géométrique grec avec un surprenant effet de perspective en trompe-l’œil.

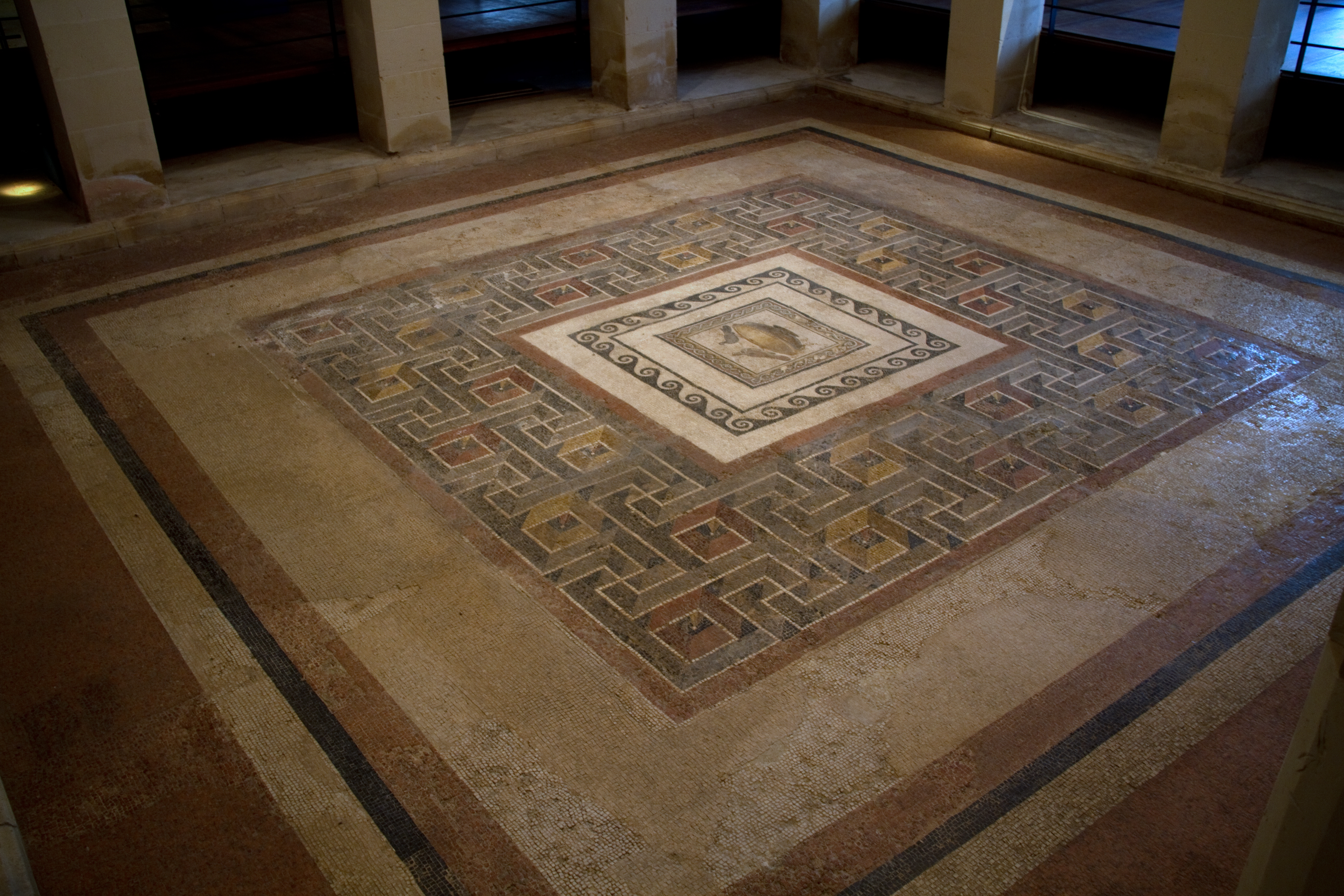
la mosaïque du péristyle
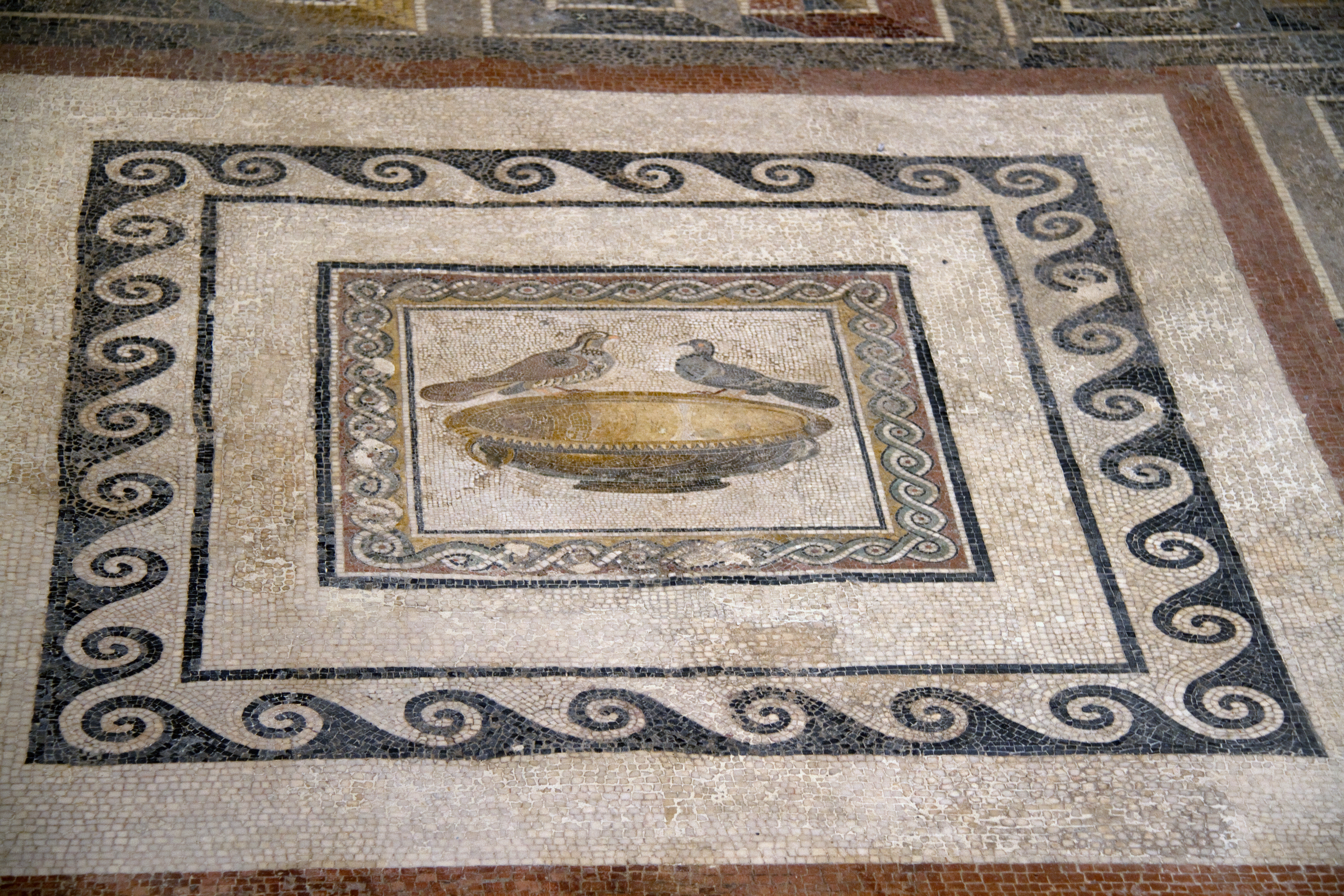
les oiseaux, au centre de la mosaïque
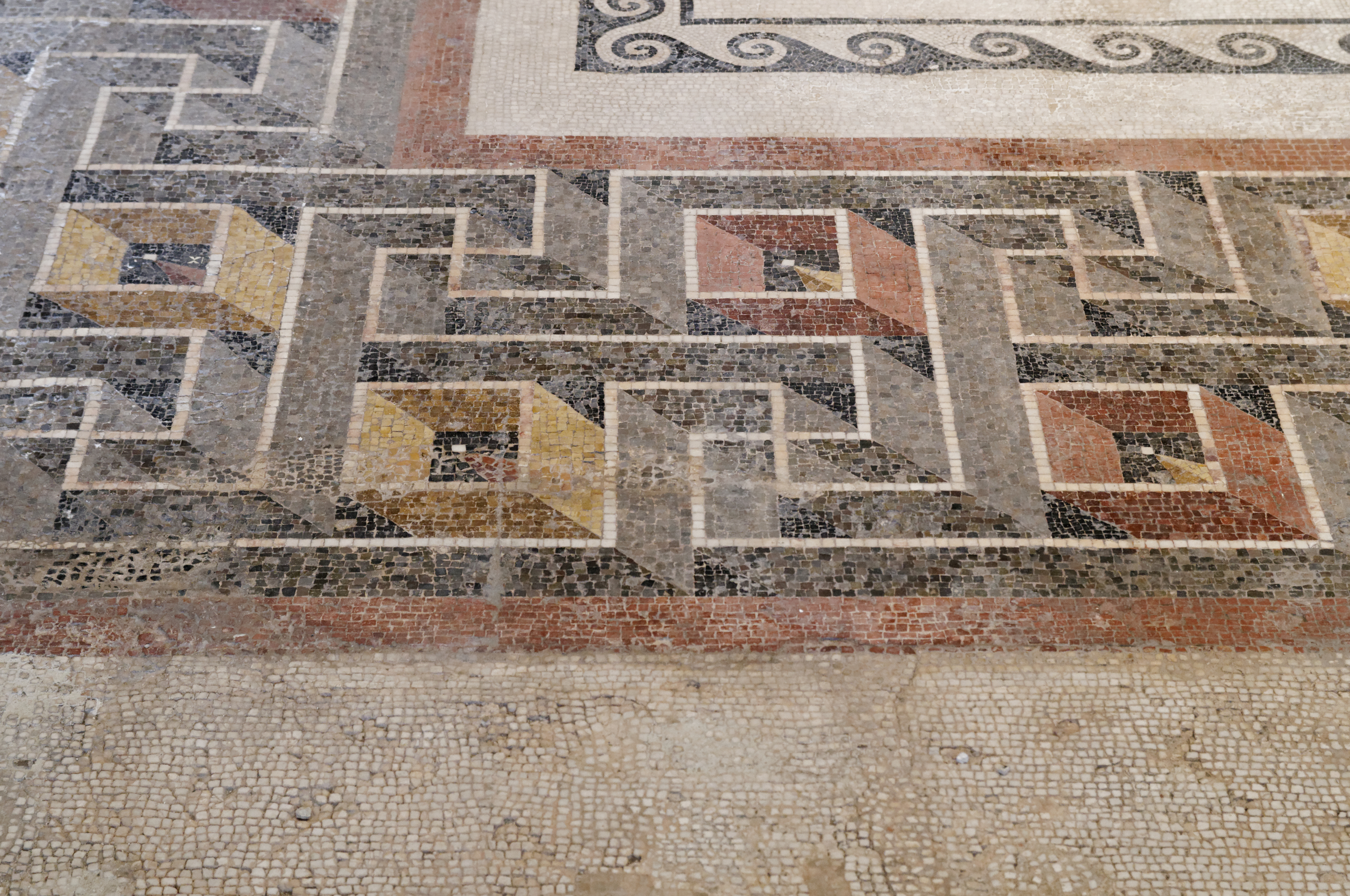
détail de la bordure géométrique

Les autres pièces montrent également des mosaïques variées :

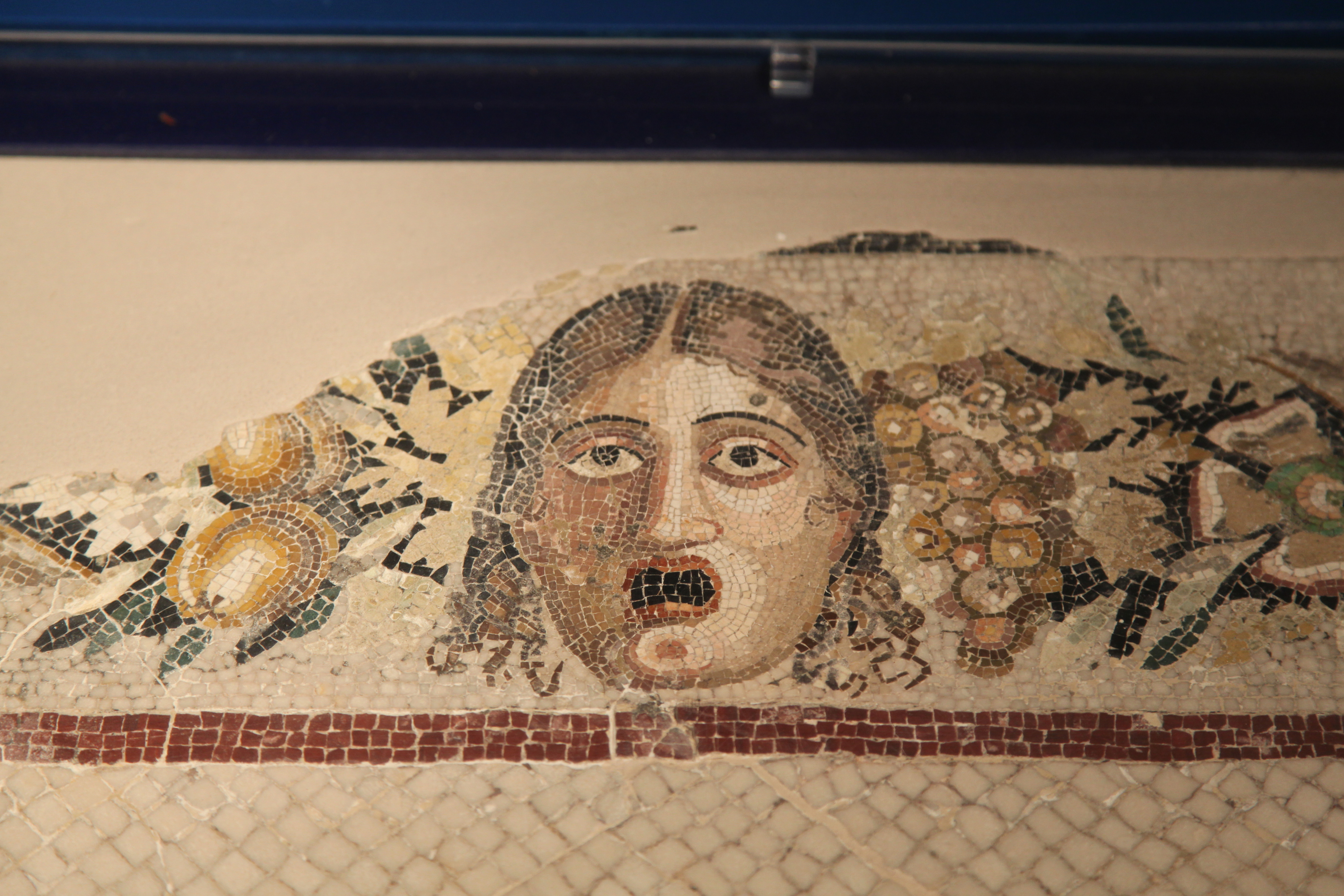
tête sur une frise
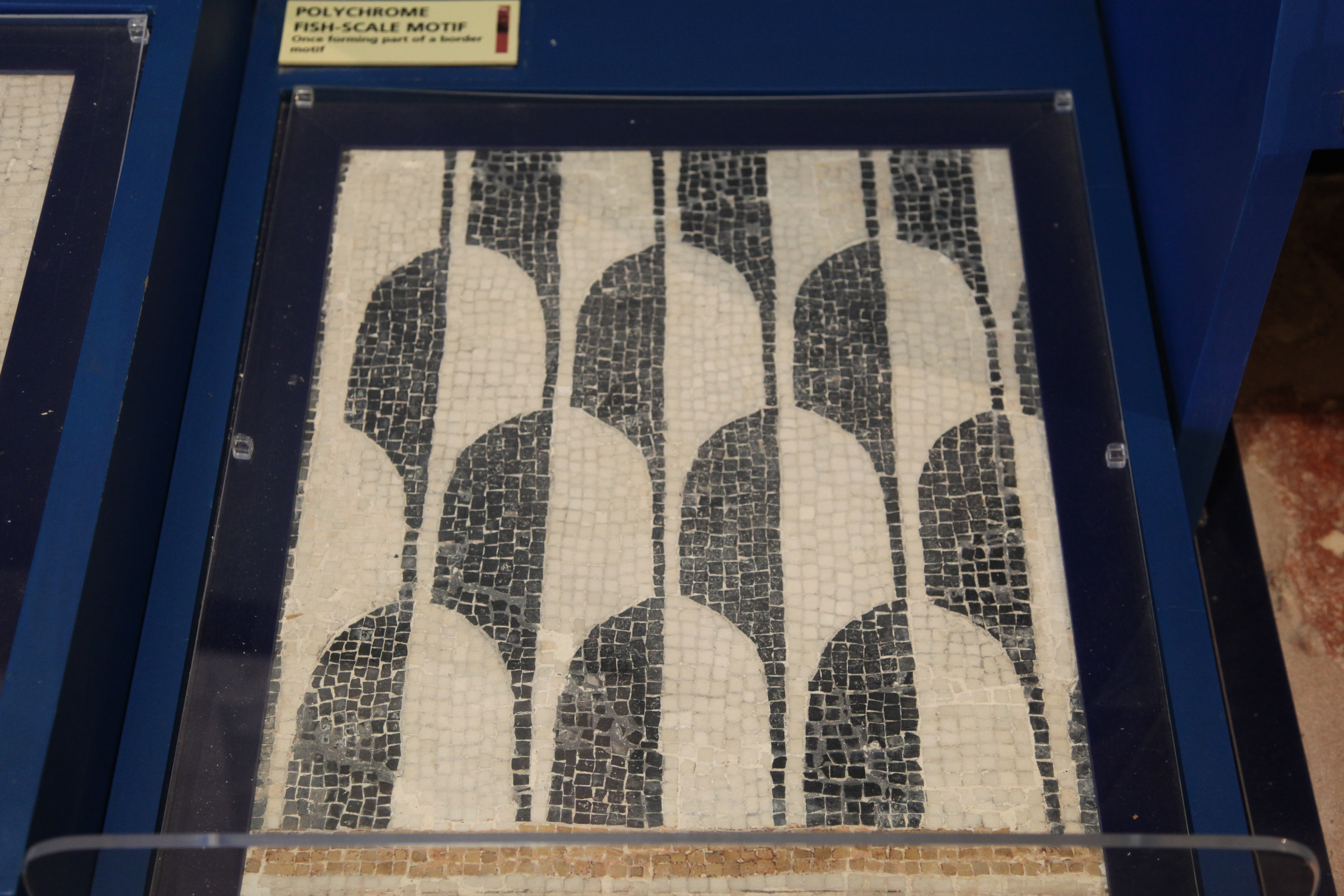
motifs géométriques
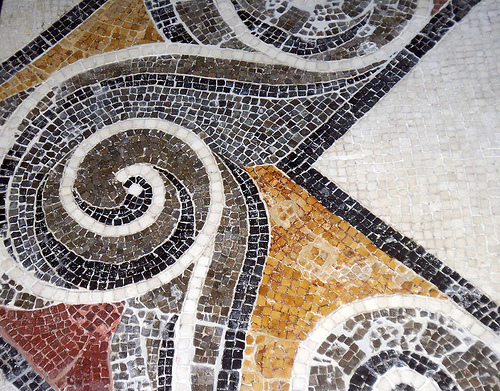
détail d'une bordure colorée
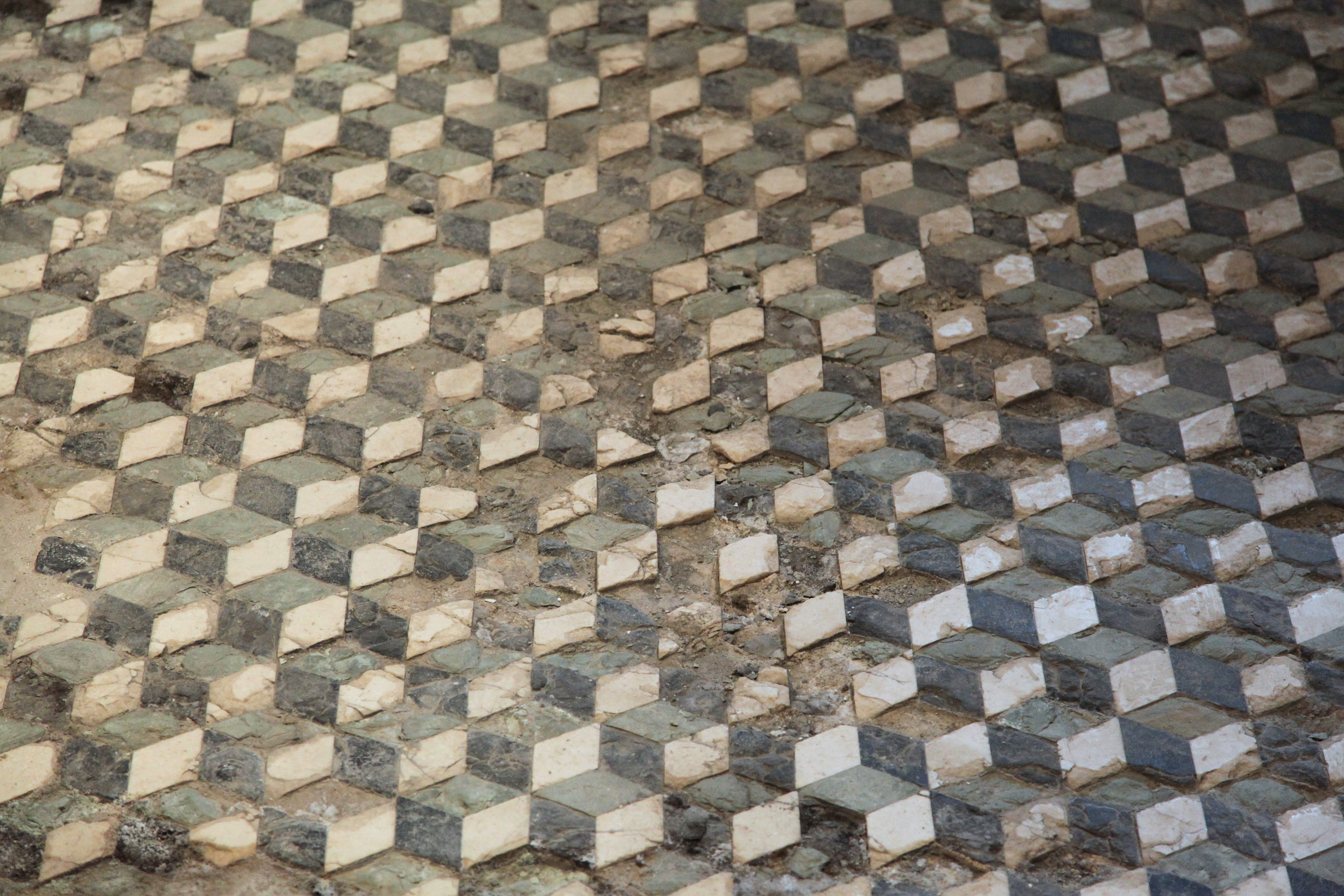
détail d'un pavement de mosaïque

### Datation de la domus
Le style des mosaïques date la construction de la domus vers le début du Ier siècle av. J.-C. Elle a sans doute été habitée pendant plus d'un siècle. La présence de ces statues de la famille impériale suggère que dans les années 50 apr. J.-C. elle ait pu jouer un rôle officiel. Il est possible que la maison ait ensuite été abandonnée, sinon les portraits Julio-Claudiens auraient dû être remplacé par des portraits des dynasties Flaviennes ou Antonines.
La date et la description de la Domus Romana semble bien correspondre à la description que fait Diodore de Sicile des maisons maltaises de cette époque : « Les maisons de cette île sont belles, ornées de toits qui débordent et toutes enduites de plâtre ».

## La Nécropole musulmane

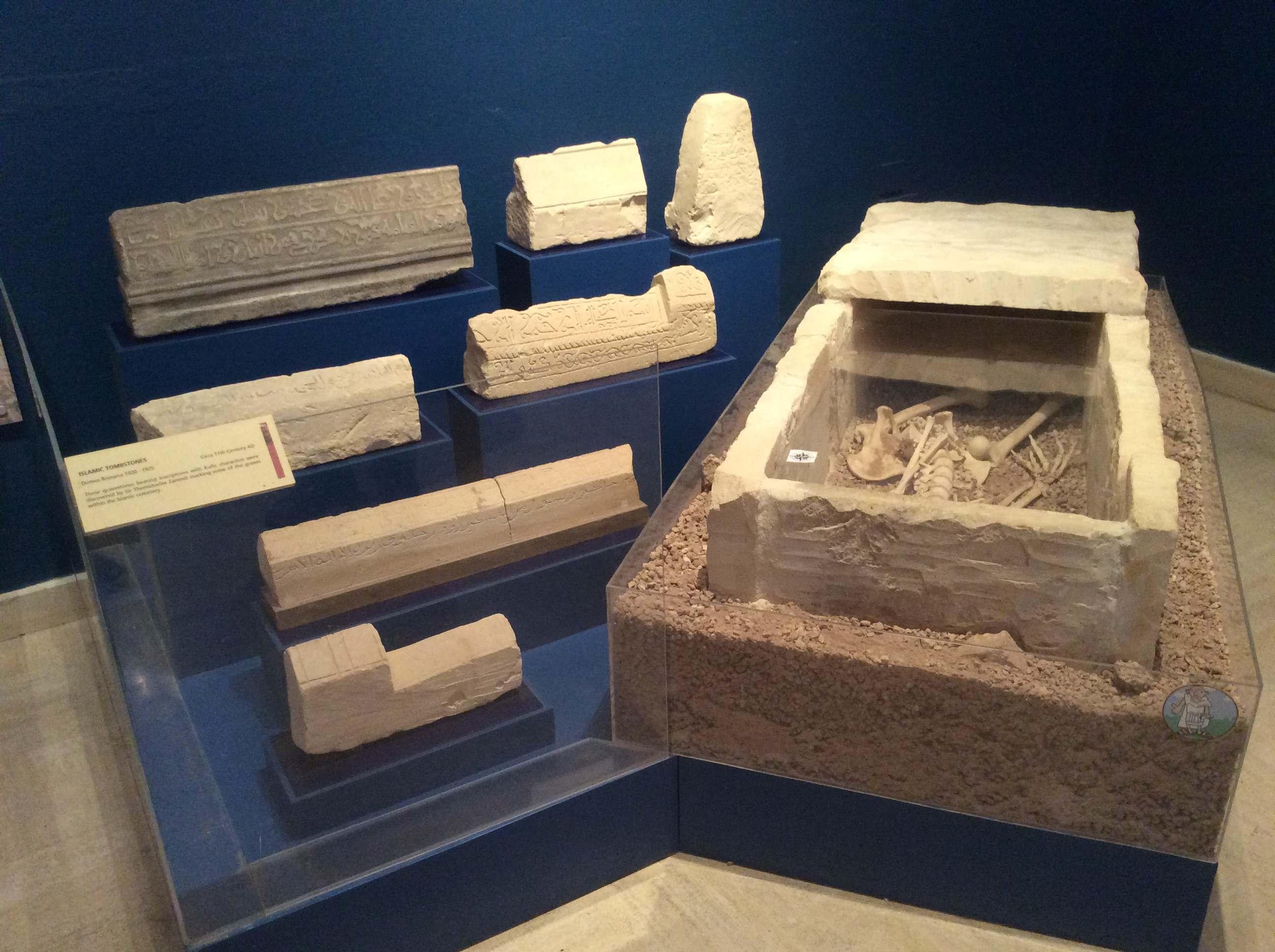
Tombes islamiques exhumées par Themistocles Zammit sur le site entre 1920 et 1925 (musée de la Domvs Romana)

Plus tard, le lieu sert de nécropole musulmane. Plus de 50 tombes sont exhumées, dont 14 avec des inscriptions coraniques, principalement en caractères koufiques. Elles reposaient le plus souvent à même le sol de la domus. Les tombes semblent datées du XIIe siècle, ce qui correspond à la période normande de l'histoire des îles, confirmant qu'il existait encore à cette époque une vaste communauté musulmane maltaise. Certaines tombes, richement ornées, devaient appartenir à des familles prospères.
Le seul bijou retrouvé dans les tombes est une bague en argent, portant gravée une inscription en arabe : « Mon Dieu est le seul Dieu ».

## Découverte et fouilles du site
C'est le 3 février 1881 vers 11h30, alors qu'il était en train de creuser un trou pour planter un arbre sur l'esplanade Saqqaja, que l'employé municipal Grazio Bugeja vit apparaître dans le sol un pavement de mosaïque. Devant l'attroupement des badauds, un détachement policier vient dès l’après-midi sécuriser le site. Rapidement, la décision est prise de stopper les travaux de voirie et de préserver le site. Les fouilles commencent immédiatement sous la direction de l'architecte et directeur des travaux publics maltais, Emanuele Luigi Galizia (en), en collaboration avec Antonio Annetto Caruana.
La découverte du site va provoquer la création d'un comité archéologique maltais qui va peu à peu faire prendre conscience de la nécessite d'étudier scientifiquement et de protéger l'ensemble des exceptionnels sites archéologiques de l'archipel.
En 1889, la construction d'une voie de chemin de fer détruisit d'importantes structures dans la partie est de l'ancienne domus, sans qu'aucune trace n'en ait subsisté.
En 1920 Themistocles Zammit reprend les fouilles, en particulier à l'est de la nouvelle route, où il met au jour de nombreuses tombes musulmanes. Il découvre également que des bâtiments de l'époque des chevaliers furent construits sur les restes et avec des matériaux de l'ancienne domus.

## Musée

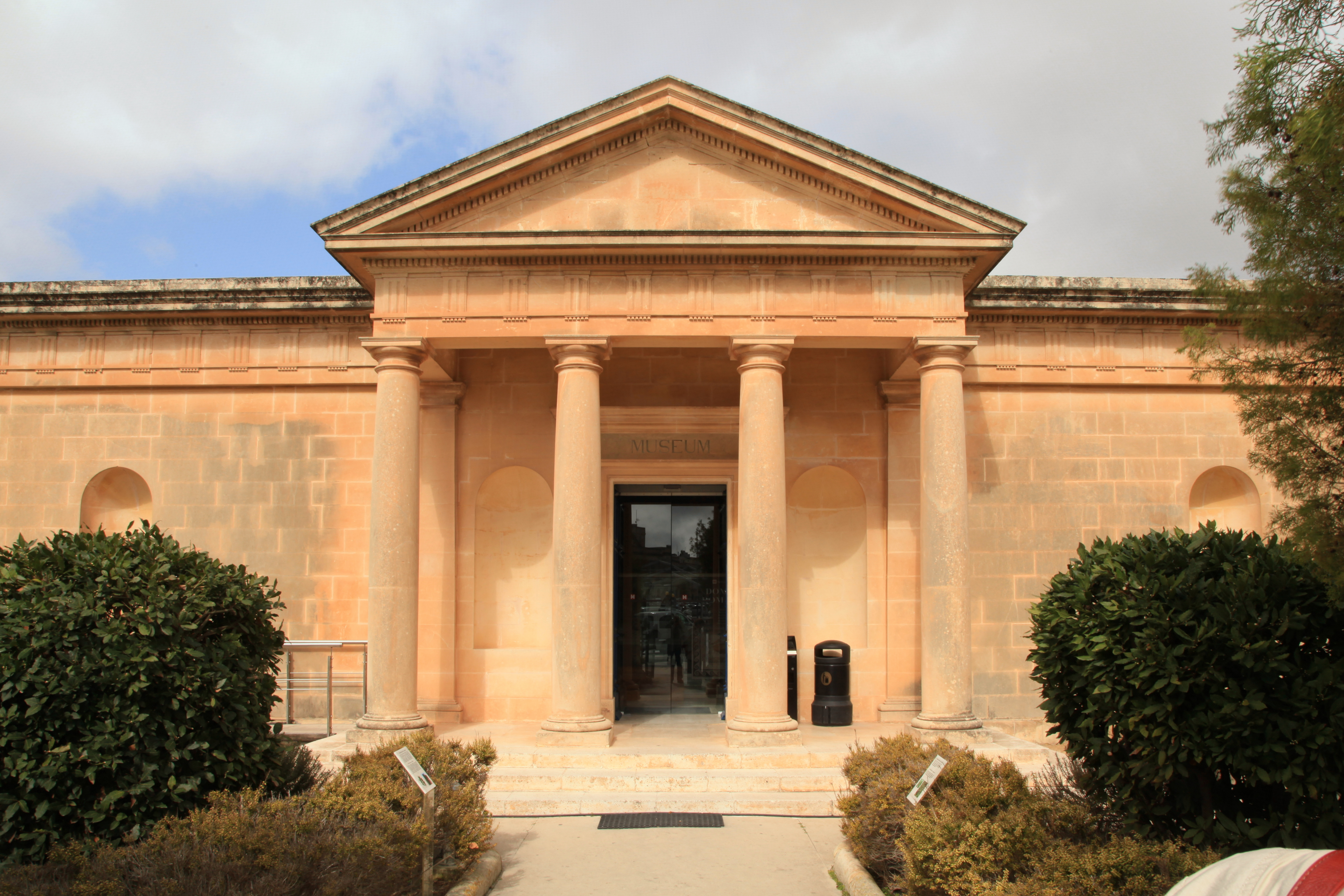
Façade du musée de la Domvs Romana à Rabat

Peu après les premières excavations, un bâtiment est construit sur le site pour protéger les mosaïques mises au jour. Rapidement, on y rassemble les morceaux de marbre romains disséminés dans les rues de Mdina. Dès le 20 février 1882, le bâtiment est ouvert au public. C'est le premier bâtiment construit pour la préservation et l’accueil du public d'un site archéologique maltais. Un gardien devait s'assurer des frais d'entrée et que personne ne cherche à ramener un souvenir archéologique.
Dès lors, le musée devient le centre de conservation des antiquités romaines de l'archipel. À l'origine, le premier musée s'ouvrait par une rue latérale qui est aujourd'hui la boutique du musée. Il ne protégeait que le péristyle et les deux mosaïques adjacentes. Dès 1906, il est projeté d'agrandir le musée. C'est finalement le plan de l'architecte Galizia qui est retenu en 1922, avec une façade au fronton triangulaire et une grande salle d'exposition rectangulaire.
Le musée est fermé pendant la Seconde Guerre mondiale, puis rouvre en 1945. Le musée a récemment bénéficié de plusieurs campagnes de rénovation, entre 2002 et 2005, puis en 2011.
La mosaïque du péristyle, qui avait été transférée sur des panneaux de béton, se dégrade considérablement à cause de la corrosion des tiges métalliques du béton. Une restauration est actuellement prévue.